# 12432 Усуда
12432 Усуда (12432 Usuda) — астероїд головного поясу, відкритий 12 січня 1996 року.
Тіссеранів параметр щодо Юпітера — 3,216.